# آنگلیکی پاپولیا

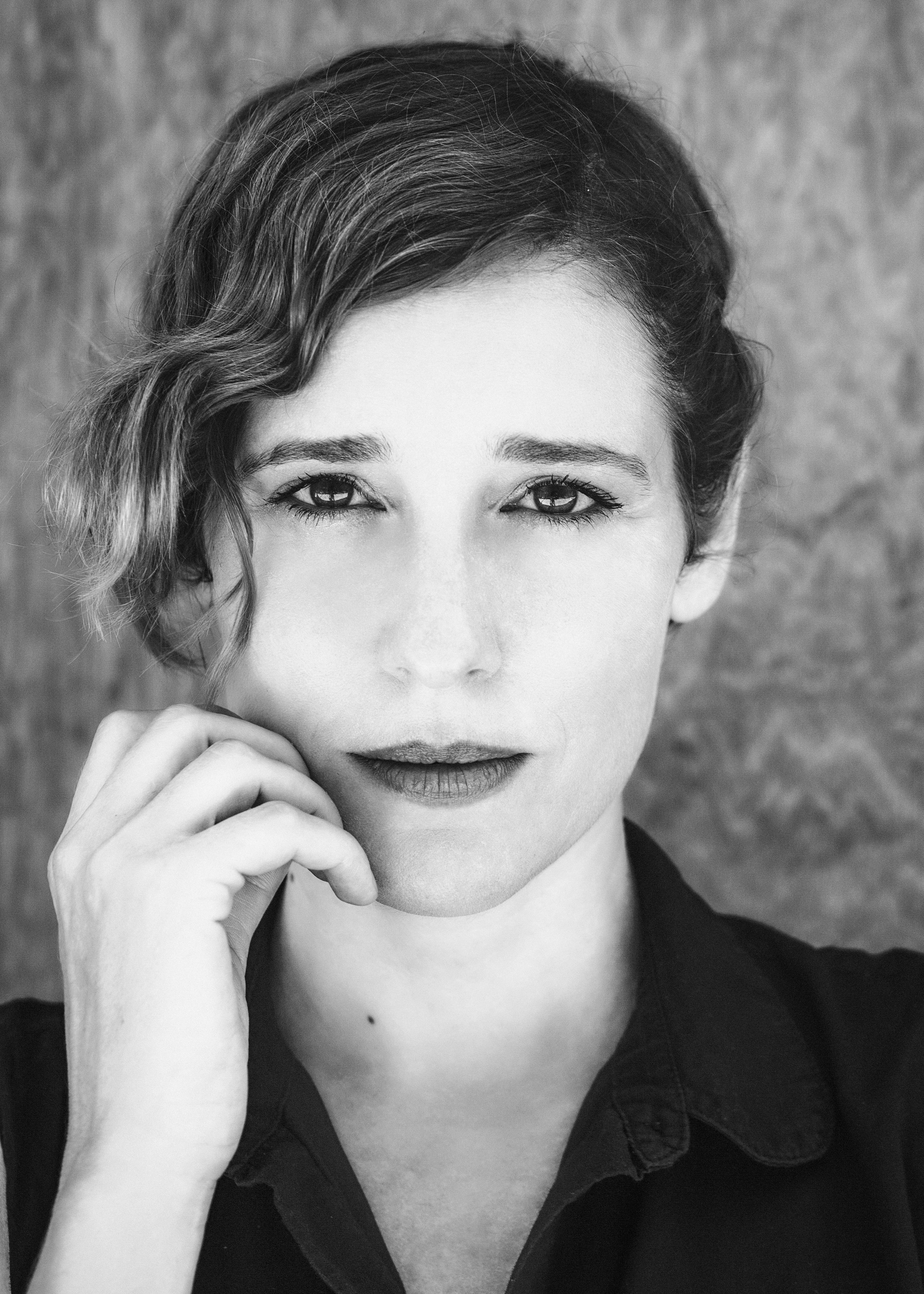
پاپولیا در سال ۲۰۱۴

آنگلیکی پاپولیا (به یونانی: Αγγελική Παπούλια؛ با حروف لاتین: Angeliki Papoulia ؛ متولد 1975) بازیگر سینما و همچنین کارگردان و هنرپیشهٔ تئاتر اهل یونان است. وی برای ایفای نقش در فیلم دندان نیش جایزهٔ بهترین بازیگر زن را مشترکاً با ماری سونی از جشنوارهٔ فیلم سارایوو دریافت کرد .

## فیلم‌شناسی
| فیلم      | سال  |
| --------- | ---- |
| دندان نیش | ۲۰۰۹ |
| آلپ       | ۲۰۱۱ |
| یک وزش    | ۲۰۱۴ |
| خرچنگ     | ۲۰۱۵ |